# Saison 1963-1964 de la LIH
Saison précédente Saison suivante
La Saison 1963-1964 est la dix-neuvième saison de la ligue internationale de hockey.
Les Blades de Toledo remporte la Coupe Turner en battant les Komets de Fort Wayne en série éliminatoire.

## Saison régulière
Ajout à la ligue de quatre nouvelles équipes avant le début de cette saison, soit les Oak Leafs de Des Moines, les Blades de Toledo et les Bulldogs de Windsor. Les Maroons de Chatham effectue de leur côté un retour dans la LIH arès avoir évolué durant les dix saisons précédente dans la ligue senior A de l'Ontario. 
Les Saints de St. Paul et les  Millers de Minneapolis pour leur part cessent leurs activités avant le début de la saison alors que les Knights d'Omaha rejoignent la CPHL. 

### Classement de la saison régulière
Pour les significations des abréviations, voir Statistiques du hockey sur glace.
| Clt   | Équipe                  | PJ | V  | D  | N | BP  | BC  | Pts |
| ----- | ----------------------- | -- | -- | -- | - | --- | --- | --- |
| +001, | Blades de Toledo        | 70 | 41 | 25 | 4 | 278 | 207 | 86  |
| +002, | Komets de Fort Wayne    | 70 | 41 | 28 | 1 | 322 | 264 | 83  |
| +003, | Flags de Port Huron     | 70 | 37 | 31 | 2 | 279 | 279 | 76  |
| +004, | Bulldogs de Windsor     | 70 | 32 | 35 | 3 | 226 | 280 | 67  |
| +005, | Oak Leafs de Des Moines | 70 | 31 | 35 | 4 | 272 | 266 | 66  |
| +006, | Zephyrs de Muskegon     | 70 | 31 | 36 | 3 | 298 | 312 | 65  |
| +007, | Maroons de Chatham      | 70 | 21 | 44 | 5 | 211 | 278 | 47  |

- Champion de la saison régulière
- Qualifié pour les séries éliminatoires

### Meilleurs pointeurs
| Joueur                     | Équipe     | PJ | B  | A  | Pts | Pun |
| -------------------------- | ---------- | -- | -- | -- | --- | --- |
| Len Thornson               | Fort Wayne | 67 | 37 | 71 | 108 | 6   |
| Lloyd Maxfield             | Port Huron | 70 | 49 | 57 | 106 | 47  |
| Bobby Rivard               | Fort Wayne | 70 | 34 | 52 | 96  | 38  |
| Joe Kastelic               | Muskegon   | 70 | 49 | 45 | 94  | 49  |
| William « Chick » Chalmers | Toledo     | 70 | 32 | 62 | 94  | 20  |
| Stan Konrad                | Muskegon   | 70 | 36 | 54 | 90  | 57  |
| Bill LeCaine               | Port Huron | 70 | 28 | 59 | 87  | 110 |
| Erwin Grosse               | Windsor    | 66 | 28 | 58 | 86  | 35  |
| Ken Saunders               | Port Huron | 61 | 28 | 58 | 86  | 52  |
| Mauril Morrissette         | Toledo     | 69 | 40 | 44 | 84  | 91  |

## Séries éliminatoires
Les séries éliminatoires se déroulent du 31 mars au 26 avril. Les vainqueurs des demi-finales s'affrontent pour l'obtention de la Coupe Turner.

### Tableau
|  | Demi-finales         | Demi-finales         |                  |   | Finale | Finale |
|  | Demi-finales         | Demi-finales         |                  |   | Finale | Finale |
|  |                      |                      |                  |   |        |        |
|  |                      |                      |                  |   |        |        |
|  |                      |                      |                  |   |        |        |
|  | Blades de Toledo     | 4                    |                  |   |        |        |
|  | Blades de Toledo     | 4                    |                  |   |        |        |
|  | Flags de Port Huron  | 3                    |                  |   |        |        |
|  | Flags de Port Huron  | 3                    | Blades de Toledo | 4 |        |        |
|  |                      |                      | Blades de Toledo | 4 |        |        |
|  |                      | Komets de Fort Wayne | 2                |   |        |        |
|  | Komets de Fort Wayne | Komets de Fort Wayne | 2                | 4 |        |        |
|  | Komets de Fort Wayne |                      |                  | 4 |        |        |
|  | Bulldogs de Windsor  | 2                    |                  |   |        |        |
|  | Bulldogs de Windsor  | 2                    |                  |   |        |        |

### Demi-finales
Pour les demi-finales, l'équipe ayant terminé au premier rang lors de la saison régulière, les Blades de Toledo, affrontent l'équipe ayant terminé au troisième rang, les Flags de Port Huron, puis celle ayant fini au deuxième rang, les Komets de Fort Wayne, font face à l'équipe ayant pris la quatrième place, les Bulldogs de Windsor. Pour remporter les demi-finales, les équipes doivent obtenir quatre victoires.
| Date     | Équipe à domicile   | Score | Équipe visiteuse    |
| -------- | ------------------- | ----- | ------------------- |
| 31 mars  | Flags de Port Huron | 0-4   | Blades de Toledo    |
| 3 avril  | Blades de Toledo    | 2-4   | Flags de Port Huron |
| 4 avril  | Flags de Port Huron | 1-2   | Blades de Toledo    |
| 7 avril  | Blades de Toledo    | 2-4   | Flags de Port Huron |
| 8 avril  | Flags de Port Huron | 2-5   | Blades de Toledo    |
| 10 avril | Blades de Toledo    | 1-2   | Flags de Port Huron |
| 11 avril | Flags de Port Huron | 0-3   | Blades de Toledo    |

Les Blades de Toledo remportent la série 4 victoires à 3.
| Date      | Équipe à domicile    | Score   | Équipe visiteuse     |
| --------- | -------------------- | ------- | -------------------- |
| 31 mars   | Bulldogs de Windsor  | 2-3     | Komets de Fort Wayne |
| 1er avril | Komets de Fort Wayne | 2-6     | Bulldogs de Windsor  |
| 4 avril   | Bulldogs de Windsor  | 1-8     | Komets de Fort Wayne |
| 5 avril   | Komets de Fort Wayne | 1-3     | Bulldogs de Windsor  |
| 7 avril   | Bulldogs de Windsor  | 0-3     | Komets de Fort Wayne |
| 8 avril   | Komets de Fort Wayne | 1-0 (P) | Bulldogs de Windsor  |

Les Komets de Fort Wayne remportent la série 4 victoires à 2.

### Finale
La finale oppose les vainqueurs de leur série respectives, les Blades de Toledo et les Komets de Fort Wayne. Pour remporter la finale les équipes doivent obtenir quatre victoires.
| Date     | Équipe à domicile    | Score   | Équipe visiteuse     |
| -------- | -------------------- | ------- | -------------------- |
| 15 avril | Komets de Fort Wayne | 4-8     | Blades de Toledo     |
| 18 avril | Komets de Fort Wayne | 10-4    | Blades de Toledo     |
| 21 avril | Blades de Toledo     | 6-2     | Komets de Fort Wayne |
| 22 avril | Blades de Toledo     | 0-7     | Komets de Fort Wayne |
| 24 avril | Komets de Fort Wayne | 1-3     | Blades de Toledo     |
| 26 avril | Blades de Toledo     | 3-2 (P) | Komets de Fort Wayne |

Les Blades de Toledo remportent la série 4 victoires à 2.

### Effectifs de l'équipe championne
Voici l'effectif des Blades de Toledo, champion de la Coupe Turner 1964:
- Joueur-Entraîneur : Maurice « Moe » Benoit.
- Joueurs : Ted Lebioda, Larry Mavety, Don Currie, Terry Slater, Gary Mork, John Gravel, Wayne North, Don Westbrooke, Walter Bradley, Greg Jablonski, Mauril Morrissette, William « Chick » Chalmers,  Glenn Ramsay et Jim Helkie.

## Trophées remis
| Trophée               | Description                       | Vainqueur        |
| --------------------- | --------------------------------- | ---------------- |
| Coupe Turner          | Champion des séries éliminatoires | Blades de Toledo |
| Trophée Fred-A.-Huber | Champion de la saison régulière   | Blades de Toledo |

| Trophée                  | Description                                         | Vainqueur                             |
| ------------------------ | --------------------------------------------------- | ------------------------------------- |
| Trophée Leo-P.-Lamoureux | Meilleur pointeur                                   | Len Thornson des Komets de Fort Wayne |
| Trophée James-Gatschene  | Joueur MVP                                          | Len Thornson des Komets de Fort Wayne |
| Leading Rookie award     | Meilleur joueur recrue                              | Don Westbrooke des Blades de Toledo   |
| Trophée James-Norris     | Gardien avec la plus faible moyenne de buts alloués | Glenn Ramsay des Blades de Toledo     |